# Dolmen de Villevieille
Le dolmen de Villevieille est situé sur la commune du Demandolx, dans le département français des Alpes-de-Haute-Provence.

## Description
Le dolmen a été édifié sur le versant d'une colline à 1 390 m d'altitude, de fait «c'est le dolmen à couloir provençal le plus haut en altitude et en latitude que l'on connaisse».
L'édifice a été découvert en 1917 par Adrien Guebhard alors qu'il relevait la carte géologique du secteur. C'est un petit dolmen (3,30 m de long pour 1,20 m de large) à couloir, du type provençal. La chambre rectangulaire est délimitée par cinq orthostates complétés par des murets de pierres sèches. Les dalles nord et sud se sont inclinées vers l'intérieur de la chambre sous la pression du tumulus. L'entrée de la chambre est délimitée à l'ouest par deux dalles dressées en pilier. Le couloir, délimité par une dalle dressée sur chant sur chaque côté complétée par des murets en pierres sèches, est orienté au sud-ouest et s'achève à l'intérieur du tumulus. Celui-ci mesure environ 10 m de diamètre. «Le sol de la chambre était constitué d'un cailloutis horizontal disposé sur une couche d'argile surmontant le substratum rocheux», tandis que celui du couloir «est constitué de gros blocs disposés sur le substratum».
Deux fragments de la table de couverture reposent désormais sur le tumulus.

## Fouille archéologique
Le dolmen a été fouillé en 1974 et 1975 par Gérard Sauzade. Les ossements humains retrouvés sont très fragmentés. Les objets lithiques sont représentés par treize armatures de flèches, une lamelle et un racloir en silex. Les éléments de parure sont constitués par de nombreuses petites perles (discoïdes, rondes) en différents matériaux (calcite, stéatite, os, roches colorées indéterminées, cuivre) et une pendeloque en défense de sanglier. Un fragment de poinçon en os de mouton a aussi été recueilli.
L'ensemble de ce mobilier a été daté du Chalcolithique.